# Paolla Oliveira
Caroline Paola Oliveira da Silva (São Paulo, 14 de abril de 1982), más conocida por su nombre artístico Paolla Oliveira, es una actriz brasileña.

## Biografía
Oliveira nació en São Paulo. Su padre es un policía militar retirado y su madre una ex asistente de enfermería. Ella tiene ascendencia española, italiano y portugués. Antes de convertirse en actriz, estudió Fisioterapia en Universidade Cruzeiro do Sul especializándose en Reeducación Postura Global. Paolla Oliveira, a los 16 años comenzó a trabajar como modelo de revistas y televisión. Por ello, creyó necesario estudiar Teatro en la Oficina Mazzaropi en São Paulo y Artes escénicas en la Escuela de Actores de Wolf Maya.

## Carrera
Su primer trabajo fue en la segunda fase de la telenovela Metamorphoses de TV Record que fue prematuramente cancelada. Una vez que llegó a la Cadena TV Globo conquistó al público mediante el personaje de la soñadora "Giovana", su primer papel relevante, en la telenovela Belíssima.
El año 2006, Paolla protagonizó la novela O Profeta dando vida al papel de Sonia. El 2008 interpreta a Leticia, en Ciranda de Pedra novela de la 18hrs, para luego el 2009, protagonizar su primer personaje de villana, Verónica, en Cuna de gato.
El 2 de junio de 2008, Paolla es elegida Reina de la Batería de la Escuela de Samba Grande Río para el Carnaval del 2009 y 2010. 
Durante el 2009 participa del programa de baile "Dança dos Famosos 6" convirtiéndose en la gran vencedora de la temporada, junto a su bailarín Átila Amaral.
Duca Rachid y Thelma Guedes, dupla de escritoras de novelas, con las cuales Paolla trabajó en Cuna de gato y O Profeta, le reservaron el papel de protagonista para Cuento encantado, novela de las 18hrs; sin embargo, en octubre de 2010, Paolla es llamada de urgencia para sustituir a Ana Paula Arósio, para el papel protagónico en la novela Insensato corazón, de los autores Gilberto Braga y Ricardo Linares; novela de las 21hrs.
Durante el 2012, agrega una "L" ("Paolla") en la escritura de su nombre, debido a la sugerencia de un numerólogo para traer buenas energías.
En mayo de 2013, Paolla protagoniza nuevamente una telenovela del horario de las 21hrs, Rastros de mentiras, a cargo del escritor y dramaturgo Walcyr Carrasco.
En noviembre de 2013, mientras se encuentra al aire con la novela, es elegida la mujer más sexy del mundo por la Revista Vip, desbancado a otras actrices, cantantes y modelos de la TV.
En enero de 2014, gana junto a Malvino Salvador, la categoría de "Mejor pareja" de novela en los premios de la Revista "Minha Novela" siendo llamados de "Bruloma"  por los fanes, junto con vencer en la categoría de "Mejor actriz" en dicha votación.
El 16 de marzo del mismo año gana la categoría de "Mejor Actriz" en los Premios "Os Melhores do Ano do Domingao do Faustao", trofeo más importante entregado por la televisión brasilera.
El 18 de mayo es invitada junto a Malvino Salvador a Portugal debido al éxito de sus personajes en la telenovela Rastros de mentiras para ser parte de la entrega de los XVII Globos de Ouro 2014 y presentar la categoría de mejor actor de Teatro.
En 2014, es invitada por el director Fernando Mirelles para interpretar a Denise / Danny Bond en la serie "Felizes para Sempre" del autor Euclydes Marinho que se estrenó en enero de 2015, causando impacto en sus 10 capítulos, Paolla se destaca como la protagonista del seriado por su rol de prostituta, quien se volvió icono del Carnaval de ese año. En junio gana el Premio contigo de mejor actriz de serie y en diciembre obtiene el mayor premio entregado por la TV brasilera, venciendo en la categoría de mejor actriz de serie en "Os Melhores do Ano".
Luego del éxito obtenido como Denise / Danny Bond, Paolla es invitada para ser la villana Melissa de "Além do tempo", en la novela de Elizabeth Jhin.
En 2017 protagoniza junto a Marco Pigossi la telenovela de gran éxito escrita por Gloria Pérez, "Querer sin límites". En la cual interptetaba a la policía Jeiza Rocha.

## Filmografía

### Televisión
| Año  | Título                            | Papel                                          | Notas                                                     |
| ---- | --------------------------------- | ---------------------------------------------- | --------------------------------------------------------- |
| 2025 | Vale Tudo                         | Helena Almeida Roitman "Heleninha"             | Protagonista                                              |
| 2024 | Justiça 2                         | Jordana                                        | Protagonista                                              |
| 2022 | Cara e Coragem                    | Patrícia Lima (Pat)                            | Protagonista                                              |
| 2019 | A Dona do Pedaço                  | Virgínia Sobral Ramirez / Guedes (Vivi Guedes) | Protagonista                                              |
| 2017 | Querer sin Límites                | Jeiza Nascimento Rocha                         | Protagonista                                              |
| 2016 | Haja Coração                      | Participación Especial en el último capítulo   | Participación Especial en el último capítulo              |
| 2015 | Além do Tempo                     | Melissa Borghini / Santarém                    | Villana principal                                         |
| 2015 | Felizes para sempre?              | Denise / Simone                                | Protagonista                                              |
| 2013 | Rastros de mentiras               | Paloma Rodríguez Khoury Araújo                 | Protagonista                                              |
| 2012 | Tapas & Beijos                    | Celeste                                        | Participación Especial                                    |
| 2011 | Malhação conectados               | Ella misma                                     | Participación Especial                                    |
| 2011 | Insensato corazón                 | Marina Drumond Brandão                         | Protagonista                                              |
| 2010 | Afinal, o que querem as mulheres? | Lívia Monteiro                                 |                                                           |
| 2010 | As cariocas                       | Clarissa                                       | 1 episodio: “A atormentada da Tijuca”                     |
| 2009 | Dança dos famosos 6               | Participante                                   | Vencedora de la competencia                               |
| 2009 | Cuna de gato                      | Verônica Tardivo Brandão                       | Villana principal                                         |
| 2008 | Ciranda de Pedra                  | Letícia García Cassini                         |                                                           |
| 2008 | Faça sua história                 | Georgette                                      | 1 episodio: “A falta que ela me faz”                      |
| 2008 | Casos e acasos                    | Verônica                                       | 1 episodio: “O Papai Noel, a perna quebrada e o presépio” |
| 2007 | Os amadores                       | Renata                                         | Especial de fin de año                                    |
| 2006 | O Profeta                         | Sônia Carvalho de Oliveira                     | Protagonista                                              |
| 2005 | Belíssima                         | Giovana Güney Sabatini                         |                                                           |
| 2004 | Metamorphoses                     | Stela Fontes Taylor                            |                                                           |

### Cine
| Año  | Título                          | Rol                    | Notas      |
| ---- | ------------------------------- | ---------------------- | ---------- |
| 2007 | Envie aos Palhaços              | Olivia                 |            |
| 2007 | Noite Fria                      | María                  |            |
| 2008 | Rinha                           | Pillar                 |            |
| 2009 | Entre Lençóis                   | Paula                  | Lead role  |
| 2009 | Budapeste                       | Mulher amada           |            |
| 2010 | Uma Professora Muito Maluquinha | Cate                   | Lead role  |
| 2011 | Uma Professora Muito Maluquinha | Catarina Roque "Cate"  |            |
| 2012 | Trinta                          | Zeni Pamplona Penharol |            |
| 2014 | A Verdadeira História da ROTA   | Sí misma               |            |
| 2014 | A Bela e a Fera                 | Bela                   | Voice role |
| 2014 | Para Sempre Teu Caio F.         | Sí misma               |            |
| 2016 | Em Nome da Lei                  | Alice                  |            |
| 2017 | 3000 dias no Bunker             |                        |            |

### Premios y nominaciones
| Ano  | Premio                                             | Categoría                         | Trabajo                                    | Resultado |  |
| ---- | -------------------------------------------------- | --------------------------------- | ------------------------------------------ | --------- |  |
| 2006 | Prêmio Contigo                                     | Atriz Revelação                   | Giovanna en Belíssima                      | Nominada  |  |
| 2006 | Mejores del Año                                    | Atriz Revelação                   | Giovanna en Belíssima                      | Nominada  |  |
| 2007 | Premio Contigo                                     | Mejor Pareja                      | Sônia e Marcos en O Profeta                | Ganadora  |  |
| 2009 | Premio Contigo                                     | Mejor Atriz Secundario            | Letícia em Ciranda de Pedra                | Nominada  |  |
| 2010 | Premio Contigo                                     | Mejor Atriz                       | Verônica em Cama de Gato                   | Nominada  |  |
| 2010 | Prêmio Tudo de Bom (Jornal O Día)                  | Mejor atriz                       | Verônica en Cama de Gato                   | Nominada  |  |
| 2011 | Prêmio Contigo                                     | Mejor Atriz em série ou minisérie | Lívia em Afinal, o que Querem as Mulheres? | Nominada  |  |
| 2012 | Prêmio Contigo                                     | Mejor Atriz                       | Marina em Insensato Coração                | Nominada  |  |
| 2013 | Prêmio Audição das Estrelas                        | The Voice Brasil                  | Mejor Cantante de los artistas             | Ganadora  |  |
| 2013 | Prêmio Extra Globo (Jornal)                        | Mejor Actriz                      | Paloma en Amor a Vida                      | Nominada  |  |
| 2014 | Premio "Minha Novela"                              | Mejor Pareja                      | Paloma e Bruno en Amor a Vida              | Ganadora  |  |
| 2014 | Premio "Os melhores do ano do Domingão do Faustão" | Mejor Actriz                      | Paloma en Amor a Vida                      | Ganadora  |  |